# 용담향교 공적비
용담향교 공적비는 대한민국 전라북도 진안군 동향면에 있다. 2016년 12월 28일 진안군의 향토문화유산(유형) 제2호로 지정되었다.

## 개요
정유재란 당시 공자 등 다섯성인의 위판을 옮긴 고계춘과 구순의 공적이 기록되어 있다.